# Hemithea mapsaurica
Hemithea mapsaurica là một loài bướm đêm trong họ Geometridae.